# سيلينة مرمرية
السيلينة المرمرية (باللاتينية: Silene marmarica) نوع نباتي يتبع جنس السيلينة من الفصيلة القرنفلية.

## الموئل والانتشار
موطنها المغرب العربي.